# Jamie Dornan
James „Jamie” Dornan (n. 1 mai 1982) este un actor, model și muzician nord-irlandez. Este cel mai bine cunoscut pentru rolul său principal din Fifty Shades of Grey din 2015.

## Filmografie

### Film
| An   | Titlu                             | Rol              | Note           |
| ---- | --------------------------------- | ---------------- | -------------- |
| 2006 | Marie Antoinette                  | Axel von Fersen  |                |
| 2008 | Beyond the Rave                   | Ed               |                |
| 2009 | Shadows in the Sun                | Joe              |                |
| 2009 | X Returns                         | X                | Scurtmetraj    |
| 2009 | Nice to Meet You                  | The Young Man    | Scurtmetraj    |
| 2014 | Flying Home                       | Colin Montgomery |                |
| 2015 | Fifty Shades of Grey              | Christian Grey   |                |
| 2015 | Burnt                             | Leon Sweeney     | Scene șterse   |
| 2016 | Anthropoid                        | Jan Kubiš        |                |
| 2016 | The Siege of Jadotville           | Pat Quinlan      |                |
| 2016 | The 9th Life of Louis Drax        | Dr. Allan Pascal |                |
| 2017 | Fifty Shades Darker               | Christian Grey   |                |
| 2018 | Fifty Shades Freed                | Christian Grey   |                |
| 2018 | Untogether                        | Nick             |                |
| 2018 | A Private War                     | Paul Conroy      |                |
| 2018 | Robin Hood                        | Will Scarlet     |                |
| 2019 | Endings, Beginnings               | Jack             |                |
| 2019 | Synchronic                        | Dennis           |                |
| 2020 | Trolls World Tour                 | Chaz (voce)      |                |
| 2020 | Wild Mountain Thyme               | Anthony Reilly   |                |
| 2021 | Barb and Star Go to Vista Del Mar | Edgar            | Post-producție |
| TBA  | Belfast                           |                  | Post-producție |

### Televiziune
| An           | Titlu            | Rol                                 | Note        |
| ------------ | ---------------- | ----------------------------------- | ----------- |
| 2011–2013    | Once Upon a Time | The Huntsman/Sheriff Graham Humbert | 9 episoade  |
| 2013–prezent | The Fall         | Paul Spector                        | 11 episoade |
| 2014         | New Worlds       | Abe Goffe                           | 4 episoade  |

## Discografie
| An   | Single           |
| ---- | ---------------- |
| 2005 | "Fairytale"      |
| 2006 | "My Burning Sun" |

## Premii și nominalizări
| An   | Premiu                                          | Categorie                         | Rezultat     | Lucrare  |
| ---- | ----------------------------------------------- | --------------------------------- | ------------ | -------- |
| 2014 | Broadcasting Press Guild Awards                 |                                   | Câștigat     | The Fall |
| 2014 | Irish Film and Television Awards                | Best Lead Actor - Television      | Câștigat     | The Fall |
| 2014 | Irish Film and Television Awards                | Rising star                       | Câștigat     |          |
| 2014 | British Academy Television Award for Best Actor | Best Actor                        | Nominalizare | The Fall |
| 2015 | Irish Film and Television Awards                | Best Actor in a Lead Role – Drama | Nominalizare | The Fall |

## Legături externe
- Jamie Dornan la Internet Movie Database
- Jamie Dornan at Models.com